# Batman: Hush
Batman: Hush ist eine US-amerikanische Zeichentrickverfilmung aus dem Jahr 2019 unter Regisseur Justin Copeland. Sie basiert lose auf den gleichnamigen Comic, welcher im Jahr 2002 erschienen ist. Es ist der 13. Film im DC Animated Movie Universe.

## Handlung
Nachdem Batman ein entführtes Kind gerettet hat, informiert Lady Shiva ihn über einen unbekannten Eindringling in der Lazarus-Grube und bittet ihn um Hilfe bei der Identifizierung. Batman stimmt dem zu, als Catwoman das Lösegeld für das entführte Kind stiehlt. Während er sie verfolgt, schießt ein maskierter Mann durch Batmans Halteleine, wodurch dieser auf den Bürgersteig fällt und sich den Schädel bricht. Catwoman rettet ihn vor einer Verbrecherbande, die ihn entlarven wollte, aber Batgirl verjagt sie. Batgirl bringt Batman zurück zur Batcave, wo Alfred und Dick Grayson ein Alibi dafür finden, wie Bruce Wayne die Verletzung erlitten hat. Alfred kontaktiert Bruce‘ Kindheitsfreund Thomas Elliot, einen renommierten Gehirnchirurgen, um ihn zu behandeln. Als Bruce sich zwei Wochen früher als von Thomas empfohlen erklärt, wieder bereit zu sein, Batman zu sein, schenkt Alfred ihm einen neuen kugelsicheren Batsuit mit gepolsterter Kapuze zum besseren Schutz des Schädels. Unterdessen übergibt Catwoman das Lösegeld an Poison Ivy, die sie mit einem hypnotischen Kuss kontrolliert.
Als Gegenleistung für Informationen hilft Batman Amanda Waller dabei, Bane aus dem Polizeigewahrsam zu holen. Waller nutzt die von ihm bereitgestellten speziellen Beruhigungsmittel, um Bane daran zu hindern, dem Polizeigewahrsam zu entkommen, und ihn selbst zu fangen. Batman arbeitet später widerwillig mit Catwoman zusammen, um Ivy zu finden, und folgt dabei einem Hinweis, den sie Metropolis gegeben hat. Dort konfrontiert Batman Lex Luthor. Ivy kontrolliert Superman mit Kryptonite-Lippenstift und befiehlt ihm, sowohl Catwoman als auch Batman zu töten. Catwoman stößt Lois Lane von einem Gebäude, um Superman aufzuhalten und ihn von der Gedankenkontrolle zu befreien. Nachdem Ivy besiegt ist, verrät sie, dass sie auf Befehl eines Superschurken namens „Hush“ gehandelt hat.
Später entführt Hush den Joker, um Harley Quinn dazu zu überreden, eine Oper anzugreifen, in der Bruce Wayne, Selina Kyle und Thomas Elliot anwesend sind. Während des Tumults lockt Hush Thomas nach draußen und tötet ihn, wodurch Hush dem Joker den Mord in die Schuhe schiebt, was Batman sehr verärgert. Der Joker versucht, seine Unschuld zu beteuern, bevor Batman ihn brutal schlägt und ihn fast tötet. Nach der Verhaftung des Jokers und der Beerdigung von Thomas schlussfolgert Bruce, dass Hush weiß, dass er Batman ist. Während einer Patrouille erregt Hush Batmans Aufmerksamkeit und stellt ihn zur Rede, obwohl Hush ihn mit Spiegeln austrickst. Dann droht er, jeden in seiner Nähe zu verletzen, was Batman dazu veranlasst, Catwoman seine Identität preiszugeben. Bruce bringt Selina zur Batcave, wo sie Dick und Alfred trifft und von Bruce’ Sohn Damian erfährt. Die beiden werden ein kriminelles Kampfpaar, doch Hush lockt Dick und Selina später zu Thomas‘ Grab, wo sie von Scarecrow angegriffen werden. Dick wird durch Scarecrows Angstgift außer Gefecht gesetzt, während Hush Selina entführt.
Kurz darauf informiert Commissioner James Gordon Bruce über einen Einbruch in Thomas‘ Büro. Während seiner Ermittlungen erfährt Batman, dass einer von Thomas‘ Patienten jemand war, der den Pseudonym des Kreuzworträtsel-Erfinders Arthur Wynne benutzte, was ihn zu der Vermutung veranlasste, dass Edward Nygma, auch bekannt als der Riddler, hinter dem Einbruch steckte. Im Arkham Asylum verhört Batman den Riddler, der verrät, dass er seine geheime Identität herausgefunden hat, als er die Lazarus-Grube nutzte, um seinen unbehandelbaren Gehirntumor zu heilen, und dass er aufgrund seines Mangels an Respekt gegenüber anderen Schurken die Identität von Hush angenommen hat. Batman kommt jedoch zu dem Schluss, dass es sich bei diesem „Riddler“ tatsächlich um Clayface in Verkleidung handelt, und nachdem er ihn besiegt hat, erfährt er, wohin der echte Riddler Selina gebracht hat: eine Fabrik, deren Name ein Anagramm von Arthur Wynne ist.
In der Fabrik rettet Batman Selina und besiegt den Riddler, der schwächer wird, je mehr die Wirkung der Lazarus-Grube nachlässt. Da das Gebäude kurz vor der Explosion steht, riskiert Batman sein eigenes Leben, um den Riddler davor zu bewahren, in einen Bottich mit geschmolzenem Metall zu fallen. Als Selina dies erkennt, durchtrennt sie die Halteleine, die den Riddler festhält, und lässt ihn in den Tod fallen, um Batman die Flucht zu ermöglichen. Als sie in Sicherheit sind, streiten Batman und Selina über dessen Verhalten und beschließen, ihre Beziehung abzubrechen, da Selina nicht in der Lage ist, mit Bruces Moralkodex zurechtzukommen.

## Synchronisation
| Rolle                     | Originalstimme    | Deutscher Sprecher |
| ------------------------- | ----------------- | ------------------ |
| Batman / Bruce Wayne      | Jason O’Mara      | Frank Röth         |
| Alfred Pennyworth         | James Garrett     | Uli Krohm          |
| Batgirl / Barbara Gordon  | Peyton List       | Lea Kalbhenn       |
| Catwoman / Selina Kyle    | Jennifer Morrison | Natascha Geisler   |
| Commissioner James Gordon | Bruce Thomas      | Helmut Gauß        |
| Hush                      | Geoffrey Arend    | Torsten Münchow    |
| Riddler / Edward Nygma    | Geoffrey Arend    | Marcus Off         |
| Poison Ivy                | Peyton List       | Sonja Spuhl        |
| Joker                     | Jason Spisak      | Michael Iwannek    |
| Superman                  | Jerry O’Connell   | Sascha Rotermund   |

## Entstehung und Veröffentlichung
Im Jahr 2018 wurde offiziell eine animierte Adaption von Batman: Hush angekündigt. Jason O’Mara, Jerry O’Connell, Rebecca Romijn, Rainn Wilson, Sean Maher, Bruce Thomas, Vanessa Williams und Stuart Allan übernahmen wieder ihre Rollen aus früheren DCAMU-Filmen.
Der Film hatte seine Weltpremiere am 19. Juli 2019 auf der San Diego Comic-Con. Einen Tag später wurde der Film über digitale Streaming-Anbieter verfügbar gemacht. Der Film wurde am 6. August auf 4K UHD Blu-ray, Blu-ray und DVD veröffentlicht.